# Limes
Limes je izraz, ki je prvotno pomenil pot med dvema zemljiščema, Tacit pa je izraz prenesel v času cesarskega obdobja antičnega Rima v izraz, ki je zaznamoval državno mejo. Danes s tem izrazom zaznamujemo vse vojaško organizirane utrjene meje nekdanjega Rimskega cesarstva. To so bile nekakšne utrjene linije, ki so ločevale cesarstvo od barbarskih ozemelj.
Obstajalo je več limesov, od katerih se jih je nekaj delno ohranilo vse do danes.

## Spodnjegermanski limes (Porenski limes)
Potekal je ob spodnjem toku Rena, na njegovem levem bregu, nastal pa je iz bojne črte, ki jo je pripravil cesar Avgust, da bi z nje zasedel Germanijo. V letu 16, po tem, ko je načrt propadel, je na tej črti nastala državna meja, ki je vztrajala več stoletij. Najpomembnejša vojaška oporišča (kastel) na tem limesu so bila v krajih Novaessium (Neuss), Vetera (Xanten) in Noviomagus (Nijmegen).
Vsi kasteli so bili med seboj povezani s cesto, urejene poti pa so potekale tudi globlje v zaledje. Okoli leta 256 je bil spodnje-germanski limes prvič prebit. Franki so takrat prvič uspeli prebiti to linijo, kasneje pa jim je to še nekajkrat uspelo, dokler ni cesar Konstantin I. Veliki uspel limesa ponovno utrditi in ga dograditi. Okoli leta 400 pa so morali Rimljani limes zapustiti, saj je bil pritisk Frankov premočan.

## Gornjegermanski limes
Ta limes je nastal v več etapah osvajanja germanskih ozemelj. Potekal je vzhodno od srednjega in gornjega toka Rena, prvi njegovi deli pa so nastali v vojnah s hatskimi plemeni, med leti 83 in 85. Cesar Domicijan je tam najprej postavil nekaj kaštelov, ki jih je kasneje povezal z utrjenimi zidovi z lesenimi opazovalnimi stolpi. Ta, prvi limes je potekal severno od reke Majne.
Kasneje so Rimljani zasedli še ozemlje med Renom in Neckarjem in ga prav tako utrdili ter podaljšali limes. Utrjevanje se je nadaljevalo pod cesarjema Trajanom in Hadrijanom, ki sta še dodatno s palisadami utrdila mejo in zgradila več kamnitih stolpov.
Gornje germanski limes je za kakih 35 kilometrov proti vzhodu podaljšal cesar Antonin Pij, ki ga je hkrati tudi priključil retijskemu limesu. Črto so v 3. stoletju še dodatno utrjevali (dodajali so jarke in nasipe, utrjevali palisade in stolpe,...) okoli leta 260 pa so ga morali pod pritiski germanskih plemen, Rimljani zapustiti.

## Retijski limes
Ta utrjena linija je varovala ozemlje ob gornjem toku Donave, postavljati pa ga je začel cesar Domicijan. Potekala je od kraja Lorch (kjer se je stikal z gornje germanskim limesom) do mesta Kelheim.
Pod cesarjema Trajanom in Hadrijanom so ga dodatno utrdili s palisadami in nasipi, postavili so veliko število opazovalnih stolpov in kaštelov ter ga pod cesarjem Karakalo še enkrat dodatno utrdili z več kot 160 km dolgim kamnitim zidom, ki je ponekod ohranjen še danes.

## Limes ob srednji in spodnji Donavi
Pod cesarjem Avgustom so severne meje provinc Norik, Panonija in Mezija utrdili s kašteli, na nekaterih delih na levem bregu Donave pa so mejo utrdili s palisadami.
Cesar Trajan je začel leta 107 vzhodno od reke Olt v provinci Dakiji graditi limes Transalutanus, ki ga je dokončal cesar Septimij Sever (193–211). Obrambni okop je bil dolg 235 km, visok 3 m in širok 10–12 m. Okrepljen je bil z leseno palisado in jarkom.

## Bližnjevzhodni limes
Na tem delu se je meja Rimskega cesarstva nenehno spreminjala, zato je bil ta konec varovan, bolj kot s klasičnim limesom, z utrjenimi kašteli in drugimi postojankami, znan je le klasični limes, ki je potekal v današnji Siriji med Bostro in reko Evfrat.

## Afriški limes
V Severni Afriki so limesi služili kot obrambni zidovi pred puščavskimi plemeni in so bili namenjeni zaščiti karavanskih poti. Kasneje, v 3. stoletju, so ga pomaknili južneje, sestavljali pa so ga jarki, okopi in utrjeni stolpi. Na pomembnih križiščih so stali tudi utrjeni kasteli.

## Britanski limes
To je bil najbolj severni limes, ki je bil v bistvu »sestavljanka« več utrjenih linij, ki so nastajale v različnih časovnih obdobjih. Prvi limes je nastal pod cesarjem Antoninom Pijem, leta 142, varoval pa je mejo med zalivoma Firth of Forth in Firth of Clyde. To je bil 60 km dolg, 5 m visok in 4 m širok okop, ki so ga branili legionarji iz 19 kaštelov, razporejenih južno od meje. Leta 184, so ta limes pod pritiskom škotskih plemen, opustili.
Južno od te utrjene linije je potekala še ena, ki je nastala pod cesarjem Hadrijanom (med leti 122 in 128) in je povezovala Solvayski zaliv in ustje reke Tyne. Ta, tako imenovani Hadrijanov zid, je bil mogočen, več kot 4 m visok okop, za katerim je potekal jarek, za njim pa vrsta kaštelov. Zid je padel leta 383, ko so ga prebili in uničili Škoti in Pikti.